# Ana Rodríguez
Ana Rodríguez (La Habana, 22 de febrero de 1974) es una cantante cubana. En 1979 se trasladó con su familia a Miami, Florida.
El homónimo del primer álbum de Rodríguez fue lanzado en 1987, y aunque no fue un éxito en los EE. UU., alcanzó el éxito en Japón. "Chicos tímidos" fue el primer sencillo extraído del álbum, y se acompaña de discos de 12" y 7 pulgadas. Con la ayuda del productor de New Kids on the Block Maurice Starr, Rodríguez grabó bajo el nombre de Ana para Epic/Parc documents, una subsidiaria de CBS Records. Esta producción se convirtió en su segundo lanzamiento en EE.UU., Body Language, con la mayoría de canciones producidas por Starr e incluye el dueto "Ángel de Amor" con el cantante de New Kids Jordan Knight. Debbie Gibson contribuyó también con varias canciones para el álbum, entre ellas "Everytime We Say Goodbye" y "Friendly".
Después de años de ausencia, Rodríguez volvió a surgir bajo el nombre de Mía y lanzó un álbum totalmente en español titulado "Tentación" en Univision Records en septiembre de 2003.

## Discografía
- 1987 Ana (También conocido como "Los chicos tímidos" en Japón)
- 1990 Body Language
- 2003 Tentación (como Mía)

## Singles
- 1987 Niños tímidos
- 1988 Antes de saltar
- 1990 Tienes que decirme algo
- 1990 Ángel de Amor
- 1990 Todo el tiempo decimos adiós